# Roger Rocha
Roger Rocha ist ein US-amerikanischer Sänger, Gitarrist und Songwriter. Außerdem spielt er noch Klavier, Mundharmonika, Bass und Schlagzeug.
Er war Gitarrist der inzwischen aufgelösten Gruppe 4 Non Blondes.
Rocha singt und spielt Gitarre mit der Psychedelic Blues-Chamber-Pop/Rock-Band Roger Rocha & The Goldenhearts. Mitte der 1990er Jahre spielte Rocha Gitarre mit der aus San Francisco kommenden Band El Destroyo and the Mockingbirds feat. Les James (Schlagzeug), Paul Babiak (Bass) & Mark Fuqua (Gesang).
Rocha ist ein Enkel des Expressionisten Clyfford Still.

## Diskografie
- Roger Rocha has...the BLUES! (2007)
- Roger Rocha & the Goldenhearts – 6 song EP (2007)
- 4 Non Blondes: Bigger, Better, Faster, More! (1992)
- 4 Non Blondes: Waynes World II soundtrack (1993)
- El Destroyo: The Latest Drag (1999)
- El Destroyo: Power Of My Mind (2002)